# Jedle u Jirásků
Jedle u Jirásků je památný strom v Liberci, krajském městě na severu České republiky.

## Poloha a historie
Strom roste ve východních partiích města, na jihozápadním úbočí Liberecké výšiny (546 m n. m.). V zástavbě zdejší Wolkerovy ulice se nachází dům číslo popisné 417 a číslo orientační 14, na jehož zahradě strom roste. O zařazení stromu mezi památné rozhodl magistrát města Liberce dne 31. března 2015, kdy vydal rozhodnutí, jež nabylo právní moci 24. dubna 2015.

## Popis
Památný strom, jedle ojíněná (Abies concolor), dosahuje výšky 27 metrů a obvod jejího kmene činí 276 centimetrů. Kolem vlastního stromu je definované ochranné pásmo, které má tvar kruhu, v jehož středu stojí památný strom. Poloměr tohoto kruhu činí 6,5 metru. Ceněný je pro své stáří, neboť stromy tohoto druhu odumírají v přírodě obvykle dříve než tento liberecký, současně má objemný kmen i větve rostoucí již ve spodní části.